# Thompsonpistoolmitrailleur
De Thompsonpistoolmitrailleur, ook wel Tommygun genoemd, is een Amerikaans machinepistool dat tussen 1917 en 1920 ontwikkeld werd door generaal John T. Thompson. In 1921 werden de eerste exemplaren in gebruik genomen door het Amerikaanse leger.

## Amerikaanse maffia
Het wapen verwierf grote bekendheid in de jaren twintig van de twintigste eeuw door veelvuldig gebruik bij Amerikaanse maffiosi. De eerste maffioso die een Tommygun gebruikte was Fred Burke, die op 28 maart 1927 in Detroit drie rivaliserende gangsters ombracht bij het Miraflores Bloedbad. Andere bekende criminelen die gebruikmaakten van de Tommygun waren onder anderen Jack "Machine Gun" McGurn, John Dillinger, Al Capone, Baby Face Nelson, Barker Gang en Bonnie & Clyde. De eerste gebruikers van de Thompson waren echter de Amerikaanse post, de politie en de mariniers (in kleine hoeveelheden). Door de faam van Chicago als maffiastad kreeg het de bijnamen Chicago typewriter en Chicago piano alhoewel veel maffiosi het wapen te zwaar en te groot vonden, ze prefereerden vooral vuistvuurwapens die makkelijker te verbergen waren.

## Tweede Wereldoorlog
Aan het begin van de Tweede Wereldoorlog was de Thompson een van de weinige ontwerpen van een machinepistool voor de Geallieerden dat direct klaar was voor productie. Groot-Brittannië bestelde een groot aantal exemplaren van de M1928- en M1928A1-modellen totdat men overschakelde op de goedkopere stengun. Het wapen werd ook veelvuldig geleverd aan de Sovjet-Unie. Maar door gebrek aan voldoende munitie en een voorkeur voor de PPSh-41 werden vele van deze zogenaamde 'lend-lease'-Thompsons nooit gebruikt. Om kosten te drukken en productie te versnellen werd het ontwerp van de Thompson meerdere malen vereenvoudigd; dit resulteerde in de M1- en M1A1-versies. Uiteindelijk werd de productie van de Thompson in 1943 vervangen door de nog goedkopere en simpelere M3 Grease Gun. Het wapen bleef echter tot het einde van de oorlog in gebruik bij de Geallieerden.

## Na 1945
Na de Tweede Wereldoorlog bleef het wapen bij veel landen en diensten in gebruik. Het wapen werd door overvloedig beschikbare aantallen door de Verenigde Staten nog tot in de vroege Vietnamoorlog uitgereikt. Daarnaast zijn grote aantallen verkocht aan bevriende NAVO-landen. De Sovjet-Unie leverde veel van haar lend-leasewapens aan andere communistische staten en groeperingen. Bij eenentwintigste-eeuwse conflicten duiken nog exemplaren op bij ongeregelde groepen. Door geregelde eenheden wordt het wapen niet meer gebruikt.

## Gebruikers
- België - Luchtmacht
- Canada
- Taiwan - Enkele geleende exemplaren.
- China - Enkele geleende exemplaren en nagemaakte versies.
- Cuba - Gebruikt tijdens de Cubaanse Revolutie.
- Kroatië
- Filipijnen - Gebruikt door de Hukbalahap-rebellen en momenteel nog door de NPA-rebellen.
- Frankrijk - Gebruikte een klein aantal van de Europese BSA Thompsons.
- Griekenland - Kocht enkele exemplaren eind jaren dertig.
- Haïti
- Ierland - 123 stuks werden er gebruikt door de Irish Defence Forces.
- Italië
- Luxemburg - M1A1 in dienst van 1952 tot 1967, vervangen door Uzi.
- Nederland - in gebruik bij eenheden in Nederlands-Indië na 1945
- Nieuw-Zeeland
- Sovjet-Unie
- Verenigd Koninkrijk
- Verenigde Staten - Vanaf 1938 pas officieel een wapen van het leger.
- Vietnam - Enkele exemplaren en nagemaakte versies.
- Vietnam
- Joegoslavië
- Zweden

## Varianten
- M1919 - Ontwikkelingsversie, werden er 40 van gemaakt. Het wapen had een vuursnelheid van 1500 schoten per minuut. Verder had deze versie geen kolf en geen voorvizier.
- M1921 (Tommygun) - De eerste productielijn van het wapen. Hier werden 15000 exemplaren van gemaakt. Het was zeer herkenbaar door zijn verticale handgreep, geribbelde loop, het Lyman Model 55B aanpasbare achtervizier en de via drukknop verwijderbare kolf. Het model kreeg al zeer snel in de media de bijnaam Tommygun.
  - M1921A (Chicago Typewriter) - Deze had een verdikt loopuiteinde. Vooral de maffia in de stad Chicago gebruikte dit wapen veel in de jaren twintig waardoor dit type de bijnaam Chicago Typewriter kreeg. Een andere bijnaam voor dit type, zij het in mindere mate, was de Chicago Piano.
  - M1921AC - Deze versie was enkel voor het leger. De verticale handgreep was vervangen voor een horizontale handbalk, en het loopuiteinde was verdikt.
- M1923 - Speciale versie waarbij een bipod en bajonetaansluiting was toegevoegd. Behalve enkele testexemplaren is deze versie nooit in productie genomen.
- BSA Thompsons - De Europese versie van het wapen. Was in plaats van het gebruikelijke .45 kaliber een 9mm-kaliber. In zeer kleine aantallen voornamelijk in Frankrijk geproduceerd.
- M1927 - Deze versie was een aangepaste versie van de M1921. Was enkel semiautomatisch. Deze versie werd voornamelijk gebruikt door de politie. Regelmatig werden ze door de agenten verbouwd naar volautomatisch.
- M1928 - Deze versie kreeg een zwaarder uitgevoerde actuator en een kleinere terugslagveer waardoor hij iets minder snel schoot. Tevens was dit de laatste versie die gebruikmaakte van een verticale handgreep. Alle versies hierna hadden altijd een horizontale handbalk. De maffia gebruikte deze versie veel in de jaren dertig.
  - M1928A1 - Deze versie was enkel voor het leger en kreeg een nog zwaarder uitgevoerde actuator.
- M1 - Deze versie was speciaal ontwikkeld voor de Tweede Wereldoorlog. De loop was niet meer geribbeld, en het uiteinde was net als de M1921 kleiner. Verder had dit type een zeer simpel L-vizier. Vanaf deze versie was het niet meer mogelijk om drum-magazijnen te gebruiken en ook niet meer mogelijk om de kolf eraf te halen. De vuursnelheid werd gereduceerd tot 600-700 schoten per minuut.
  - M1A1 - Het simpele L-vizier werd vervangen voor een zwaarder uitgevoerd vizier. Ook deze versie werd veelvuldig gebruikt in de Tweede Wereldoorlog.